# Zerachiel
Arcángel Zerachiel es uno de los siete arcángeles que conduce a las almas al juicio. Un ángel de la curación, es también el ángel que preside el sol, príncipe de los ángeles ministradores que velan por los mortales, y el ángel de los niños, especialmente los niños de padres que han pecado (y por tanto corren riesgo de caer en el pecado como adultos ellos mismos). Se dice que tienen dominio sobre la tierra.